# Anthurium crystallinum
Espèce
Synonymes
- Anthurium crystallinum f. peltifolium Engl.[1]
- Anthurium killipianum L.Uribe[1]

Anthurium crystallinum est une espèce de plantes de la famille Araceae et du genre Anthurium. Elle est originaire des forêts tropicales d'Amérique centrale et du sud (zone allant du Panama au Pérou).
Nécessitant une température minimum de 16 °C et un haut degré d'humidité atmosphérique, cette espèce est cultivée dans nos pays tempérés en serre chaude et humide ou parfois en appartement.
L'attrait de cette magnifique plante décorative réside dans son exubérant et exotique feuillage composé de grandes feuilles (jusqu'à 30 cm) de texture veloutée et découpées en forme de cœurs vert foncé striés de nervures plus claires bien marquées.
L'inflorescence moins spectaculaire et colorée que celle d'autres espèces d'Anthurium se compose de longues tiges terminées par des pétioles verts.